# Маццано-Романо
Маццано-Романо (итал. Mazzano Romano) — коммуна в Италии, располагается в регионе Лацио, подчиняется административному центру Рим.
Население составляет 2521 человек, плотность населения составляет 90 чел./км². Занимает площадь 28 км². Почтовый индекс — 060. Телефонный код — 06.
Покровителем населённого пункта считается святитель Николай, Мирликийский Чудотворец. Праздник ежегодно празднуется 7 сентября.